# Fünfkampf-Länderkampf der Frauen 1971 BR Deutschland A – BR Deutschland B – Niederlande
| 5. Leichtathletik-Länderkampf mit bundesdeutscher Beteiligung 1971               | 5. Leichtathletik-Länderkampf mit bundesdeutscher Beteiligung 1971 |
| -------------------------------------------------------------------------------- | ------------------------------------------------------------------ |
|                                                                                  |                                                                    |
| Fünfkampfvergleich der Frauen: BR Deutschland A – BR Deutschland B – Niederlande |                                                                    |
| Austragungsort                                                                   | Gummersbach                                                        |
| Wettbewerbe                                                                      | 1                                                                  |
| Datum                                                                            | 13. Juni                                                           |
| 1. NLD 2. FRG A 3. FRG B                                                         | 18.879 Punkte 18.687 Punkte 17.207 Punkte                          |
| Chronik                                                                          |                                                                    |
| ← GBR - FRG A - FRG B 00Marathon (M)                                             | FRA-FRG-SUI Geher (M) →                                            |

Im fünften Vergleich des Länderkampfjahres 1971 trugen die Frauen einen Fünfkampf mit den Niederlanden aus. Eigentlich sollte es zu einer Wiederholung des im Vorjahr erstmals ausgetragenen Aufeinandertreffens der Fünfkämpferinnen zwischen den Niederlanden, Frankreich und der Bundesrepublik kommen. Diese erste Begegnung hatten die Niederländerinnen für sich entschieden. Doch die Französinnen sagten diesmal ab und es sprang ein bundesdeutsches B-Team ein. Die diesjährige Begegnung wurde am 13. Juni in Gummersbach ausgetragen.

## Wettbewerb und Modus
Jede Nation konnte fünf Teilnehmerinnen stellen, von denen die vier Besten durch Addition ihrer Punktergebnisse gewertet wurden.

## Ergebnis
Der Ausgang in diesem Jahr war noch knapper als 1970. Die gewerteten Niederländerinnen belegten die Ränge eins, drei, sieben, acht und kamen auf 18.879 Punkte. Das bundesdeutsche A-Team erreichte die Ränge zwei, vier, fünf, sechs und hatte am Ende 18.687 Punkte auf dem Konto. So wiederholte die Niederlande den Sieg aus dem Vorjahr mit einem Vorsprung von lediglich 192 Punkten. Das Team Bundesrepublik Deutschland B kam mit 17.207 Punkten auf den dritten Platz.

### Fünfkampf
| Platz | Name                     | Nation | Punkte | 100 m Hürden | Kugel- stoßen | Hoch- sprung | Weit- sprung | 200 m  |
| ----- | ------------------------ | ------ | ------ | ------------ | ------------- | ------------ | ------------ | ------ |
| 01    | Miep van Beek            | NLD    | 4865   | 13,9 s       | 12,61 m       | 1,71 m       | 5,74 m       | 25,1 s |
| 02    | Karen Mack               | FRG A  | 4805   | 14,4 s       | 13,08 m       | 1,68 m       | 5,85 m       | 25,3 s |
| 03    | Mieke Sterk              | NLD    | 4801   | 13,7 s       | 11,00 m       | 1,65 m       | 5,89 m       | 24,6 s |
| 04    | Karin Schallau           | FRG A  | 4664   | 14,2 s       | 12,76 m       | 1,59 m       | 5,70 m       | 25,5 s |
| 05    | Edda Schmiedel           | FRG A  | 4624   | 14,8 s       | 11,81 m       | 1,62 m       | 6,04 m       | 25,6 s |
| 06    | Ursula Leuschner         | FRG A  | 4594   | 14,3 s       | 10,62 m       | 1,65 m       | 5,63 m       | 25,0 s |
| 07    | Mary van der Raadt       | NLD    | 4578   | 14,8 s       | 11,52 m       | 1,71 m       | 5,75 m       | 26,2 s |
| 08    | Hillie de Lange          | NLD    | 4575   | 14,2 s       | 09,89 m       | 1,62 m       | 5,93 m       | 25,2 s |
| 09    | Ella Hoogendoorn-Deurloo | NLD    | 4407   | 14,8 s       | 10,93 m       | 1,53 m       | 5,93 m       | 26,0 s |
| 10    | Randi Schirmer           | FRG B  | 4381   | 14,7 s       | 11,54 m       | 1,56 m       | 5,58 m       | 26,5 s |
| 11    | Angelika Ibing           | FRG A  | 4379   | 14,2 s       | 10,35 m       | 1,56 m       | 5,79 m       | 26,8 s |
| 12    | Marita Kemming           | FRG B  | 4343   | 15,5 s       | 12,27 m       | 1,68 m       | 5,45 m       | 27,5 s |
| 13    | Karin Laupp              | FRG B  | 4247   | 14,3 s       | 10,01 m       | 1,45 m       | 5,67 m       | 26,1 s |
| 14    | Susanne Fritz            | FRG B  | 4236   | 14,9 s       | 09,55 m       | ,59 m        | 5,48 m       | 26,2 s |
| 15    | Helga Jaxt               | FRG B  | 4223   | 15,5 s       | 12,34 m       | 1,53 m       | 5,39 m       | 26,9 s |